# Crematogaster ancipitula
Crematogaster ancipitula är en myrart som beskrevs av Auguste-Henri Forel 1917. Crematogaster ancipitula ingår i släktet Crematogaster och familjen myror. Inga underarter finns listade i Catalogue of Life.